# Nesophlox
Nesophlox är ett släkte med fåglar i familjen kolibrier som återfinns i Bahamas. Det omfattar två arter:
- Bahamakolibri (N. evelynae)
- Inaguakolibri (N. lyura)

Inaguakolibrin inkluderades tidigare som underart till bahamakolibrin. Båda arterna placerades tidigare i släktet Calliphlox, men genetiska studier visar att de endast är avlägset släkt med ametistskogsjuvelen (Calliphlox amethystina) som är typart för släktet.